# 印度齒口魚
印度齒口魚（学名：Evermannella indica）为輻鰭魚綱仙女魚目齒口魚科齒口魚屬下的一个种，為深海魚類，深度500-800公尺，分布於印度洋及太平洋海域，體長可達11.9公分，棲息在中層水域，生活習性不明。
其种加词“indica”意为“印度的”。